# Lycomorphodes circinata
Lycomorphodes circinata là một loài bướm đêm thuộc phân họ Arctiinae, họ Erebidae.